# Завантаження (фестиваль)
ЗАВАНТАЖЕННЯ (LOADFEST) — український фестиваль метал-музики Західної України, який двічі на рік проводиться у Львові.
Вперше фестиваль відбувся 6 жовтня 2012 року.

## Про фестиваль
Завантаження — фестиваль цінностей, який спрямований на популяризацію та розвиток української метал-музики. Проведення фестивалю відбувається шляхом самофінансування, без підтримки спонсорів, політичних чи комерційних організацій.
Фестиваль має чіткі обмеження в рамках таких музичних жанрів: nu metal, rap core, groove metal, modern metal, metal core, death core, ragga core, crust, stoner metal, djent, screemo, industrial, hardcore, grunge.
За декілька місяців до початку фестивалю проводиться відбір гуртів у три тури:
- у першому турі з усіх поданих заявок журі фестивалю обирає 18 переможців, опираючись на якість, новизну, естетичність та креативність гурту
- у другому турі (пів-фіналі) і третьому турі (фіналі), шляхом голосування публіки Завантаження в офіційній групі фестивалю у соціальній мережі ВК, а також повторним оцінюванням журі, обирається переможець відбору і автоматично — учасник фестивалю

## Завантаження 2012
Фестиваль відбувся у приміщенні експериментального арткомплексу «КУБ», 6 жовтня 2012 року. Програма була поділена на денну сцену, де мали можливість виступити молоді гурти, а також переможці Відбору Перспектив, та вечірню сцену, де публіка відривалась на повну під час виступів потужних українських та закордонних рок-гуртів. Одним з гедлайнерів першого Завантаження став російський метал-гурт Stigmata із Санкт-Петербургу, який завітав до Львова під час свого турне на підтримку нового альбому «Основано на реальных событиях». А також один з найуспішніших українських ню-метал гуртів — АННА — завершив фестиваль святкуванням 10 річниці свого існування, пригостивши публіку святковим тортом.

## Завантаження 2013
Вдруге фестиваль Завантаження проводився у львівському клубі «Романтик», 5 жовтня 2013 року. Цього разу організатори фестивалю приділили особливу увагу технічному забезпеченню фестивалю, потужний звук та світло створили атмосферу драйву і дозволили гостям фестивалю впродовж 10 годин насолоджуватись музикою улюблених гуртів. Переможцями Відбору Перспектив стали молоді прогресивні рок-команди з центральної та східної України, серед яких дніпропетровський гурт [Sale]Only, який презентував на фестивалі свою першу україномовну пісню «Право бути вільним».
Серед хед-лайнерів фестивалю були новостворений гурт Latur з уже відомими музикантами екс-гурту АННА, який припинив своє існування невдовзі після святкування свого 10-тиріччя та не менш відомі серед поціновувачів українського нью-металу гурт Роллік'с, який у той час перебував на межі остаточного розпаду, проте, окрім свого вже популярного репертуару, навіть презентували декілька нових треків.
Найвитриваліші гості фестивалю мали змогу також провести час в атмосфері ненав'язливої акустики аж до ранку. Учасниками after-acoustics «РОЗВАНТАЖЕННЯ» були гурт Дикі Серцем, Сергій Случак з гурту К402, та Петя Зарудний, вокаліст рівненського гурту Merva.

## Завантаження 2.5
Під кодовою назвою «Репетиція», 27 квітня 2014 року проходило весняне Завантаження. Вісім гуртів з усієї України, та понад 400 гостей фестивалю впродовж семи годин «завантажували» львівський концертний зал «Химера». Незмінно найкращий ведучий фестивального середовища М'яч Дредбол не давав публіці розслабитись ні на хвилину. Цього разу на сцені виступали чотири переможці традиційного Відбору Перспектив та практично резиденти фестивальної спільноти Завантаження — гурти Latur, Jinjer, deTach та МегамасС.

## Завантаження 3.0
Завантаження 3.0 відбулося 8 листопада 2014 року та стало новим етапом у розвитку індор метал фестів України. Вдосконалена організація, а також ряд нових фестивальних правил показали, що в Україні можна зробити метал фестиваль європейського зразка і наша публіка виховується у правильному напрямку. Основною перевагою цього фестивалю стала зміна місця проведення фестивалю. Практично за декілька тижнів до початку локацію було змінено на львівський event-hall «КІНО» /ex-millenium/. Серед оголошених гуртів Роллік'с, Jinjer, Latur, МегамасС, Morphine Suffering, ЗЛАМ, E.b.o.l.A., (M)Theory, Fatshow Dogs, [SALE]only, а також гості з Чехії — гурт Overhype.

## Завантаження IV
Фестиваль відбувся 25 квітня 2015 року у львівському event-hall «КІНО» /ex-millenium/. Серед оголошених гуртів Skinhate, Latur, deTach, Blame, АННА

## Loadfamily
Анна (Львів), Latur (Львів), Skinhate (Орджонікідзе), Morphine Suffering (Київ), deTach (Київ), МегамасС (Київ), Роллік'с (Херсон), Merva (Рівне-Київ), Overhype (Брно, Чехія, (M)Theory (Дніпропетровськ), Fatshow Dogs (Запоріжжя), ВорсТ (Рівне), Ninth Skill (Київ), Злам (Київ), The Jellyfish (Київ), E.b.o.l.A. (Дніпропетровськ), SALE only (Дніпропетровськ), Dimicandum (Київ), Sickseed (Чернівці), Infinite Tales (Київ), Dash (Київ), К-402 (Львів-Рівне)